# Ghostory
Ghostory — третий студийный альбом американской инди-рок группы School of Seven Bells, изданный 28 февраля 2012 года лейблами Ghostly International и Vagrant Records. Это также первый альбом, выпущенный после ухода основательницы группы Клаудии Дехеза, которая покинула группу в октябре 2010 года. Подробности трек-листа были раскрыты, когда альбом стал доступен для потокового воспроизведения на нескольких сайтах 20 февраля 2012 года.

## История
По словам членов группы Дехезы и Кертиса, Ghostory — это «история о молодой девушке по имени Лафайе и призраках, которые окружают её жизнь». Эта концепция была разработана до создания материала и она подтолкнула их к написанию самого открытого и прямого материала на сегодняшний день, что видно с первых строк альбома: «Свет дня не приносит мне облегчения, потому что я вижу тебя во всем».

## Отзывы
| Совокупная оценка | Совокупная оценка |
| Источник          | Оценка            |
| ----------------- | ----------------- |
| Metacritic        | 69/100            |
| Оценки критиков   |                   |
| Источник          | Оценка            |
| AllMusic          | [ 3 ]             |
| Drowned in Sound  | 9/10              |
| The Guardian      | [ 6 ]             |
| The Independent   | [ 7 ]             |
| musicOMH          | [ 8 ]             |
| NME               | 4/10              |
| The Observer      | [ 10 ]            |
| Paste             | 6.8/10            |
| Pitchfork Media   | 6.9/10            |
| PopMatters        | [ 13 ]            |

Альбом получил положительные отзывы музыкальной критики и интернет-изданий. Ghostory получил оценку 69 из 100 на агрегаторе рецензий Metacritic, основанную на отзывах критиков, что свидетельствует о «в целом благоприятном» приёме.
Энди Келлман из AllMusic сказал в рецензии, что после ухода сёстры-близняшки Клаудии Дехеза в третьем альбоме «звучание группы — теперь это дуэт Алехандры Дехезы и Бена Кертиса — такое же пышное, как и раньше, со спектральными текстурами и пропульсивными танцевальными ритмами, как запрограммированными, так и сыгранными, одинаково воздействующими».

## Список композиций
Слова и музыка всех песен — Alejandra Deheza и Бенджамина Кёртиса.
| №  | Название        | Длительность |
| -- | --------------- | ------------ |
| 1. | «The Night»     | 3:48         |
| 2. | «Love Play»     | 4:11         |
| 3. | «Lafaye»        | 4:14         |
| 4. | «Low Times»     | 6:32         |
| 5. | «Reappear»      | 4:09         |
| 6. | «Show Me Love»  | 4:44         |
| 7. | «Scavenger»     | 4:26         |
| 8. | «White Wind»    | 4:41         |
| 9. | «When You Sing» | 8:34         |

| №   | Название                         | Длительность |
| --- | -------------------------------- | ------------ |
| 10. | «Unnature»                       | 4:40         |
| 11. | «Low Times» (Lafaye's Brain Mix) | 8:29         |

| №   | Название                         | Длительность |
| --- | -------------------------------- | ------------ |
| 10. | «Unnature»                       | 4:31         |
| 11. | «Low Times» (Lafaye's Brain Mix) | 8:30         |
| 12. | «The Night» (Rewards Remix)      | 6:24         |
| 13. | «Lafaye» (Creep Remix)           | 6:01         |

## Чарты
| Чарт (2012)                                  | Высшая позиция |
| -------------------------------------------- | -------------- |
| Шотландия (Scottish Albums Chart)            | 79             |
| Великобритания (UK Albums Chart)             | 69             |
| Великобритания (UK Independent Albums Chart) | 10             |
| США (Billboard Dance/Electronic Albums)      | 9              |
| США (Billboard Independent Albums)           | 32             |
| США (Billboard Top Heatseekers Albums)       | 8              |
| США (Billboard Top Rock Albums)              | 47             |